# Leszczewo (Suwałki)
Pour les articles homonymes, voir Leszczewo.
Leszczewo est un village polonais du district administratif de Suwałki, dans le powiat de Suwałki, voïvodie de Podlachie, au nord-est du pays.